# تیمرسول
تیمرسول (به لاتین: Tymersol) یک منطقهٔ مسکونی در روسیه است که در استان آمور واقع شده‌است.